# Catagramma lepta
Catagramma lepta är en fjärilsart som beskrevs av William Chapman Hewitson 1868. Catagramma lepta ingår i släktet Catagramma och familjen praktfjärilar. Inga underarter finns listade i Catalogue of Life.